# Ernest-Louis II de Saxe-Meiningen
Ernest-Louis II (8 août 1709, Cobourg – 24 février 1729, Meiningen) est duc de Saxe-Meiningen de 1724 à sa mort.
Il est le troisième fils d'Ernest-Louis Ier et de sa première épouse, Dorothée-Marie de Saxe-Gotha-Altenbourg. Son frère aîné, Joseph-Bernard, meurt en mars 1724, faisant de lui l'héritier du duché. Ernest-Louis Ier meurt à son tour en novembre, et Ernest-Louis, encore mineur, devient duc sous la régence de ses oncles Frédéric-Guillaume et Antoine-Ulrich. Jamais marié, il meurt à dix-neuf ans, en 1729 ; son frère cadet Charles-Frédéric lui succède.